# Theophanes greken

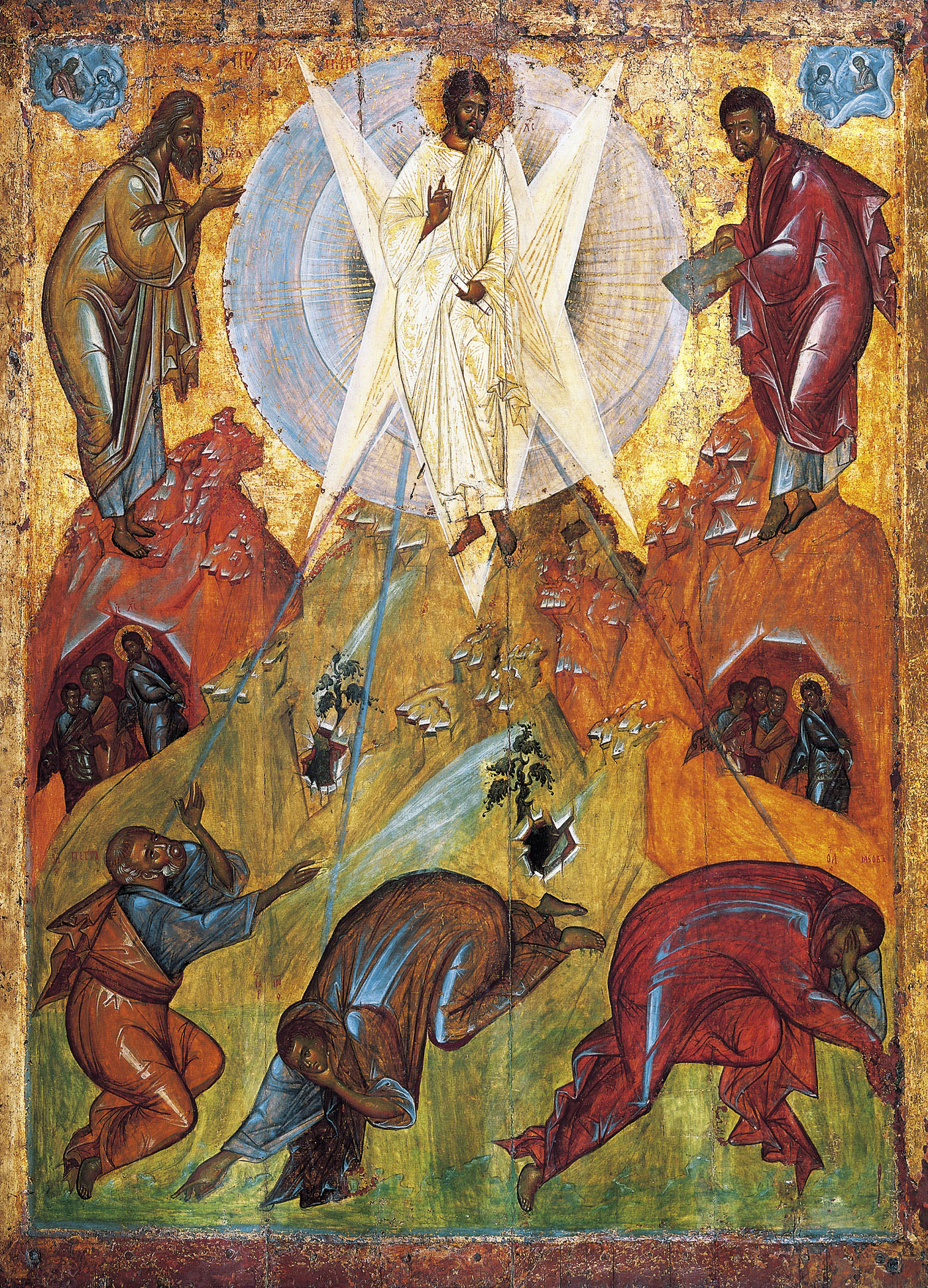
Kristi förklaring, 1408.

Theophanes greken (ryska: Феофан Грек, grekiska: Θεοφάνης), född cirka 1340 i Konstantinopel, Bysantinska riket, död cirka 1410, var en bysantinsk (grekisk) konstnär, och en av de största ikonograferna i Storfurstendömet Moskva. Han var lärare och mentor till den store Andrej Rubljov.
Theophanes föddes i Konstantinopel. Han flyttade 1370 till Novgorod, och 1395 till Moskva. 

## Några verk

### Fresker

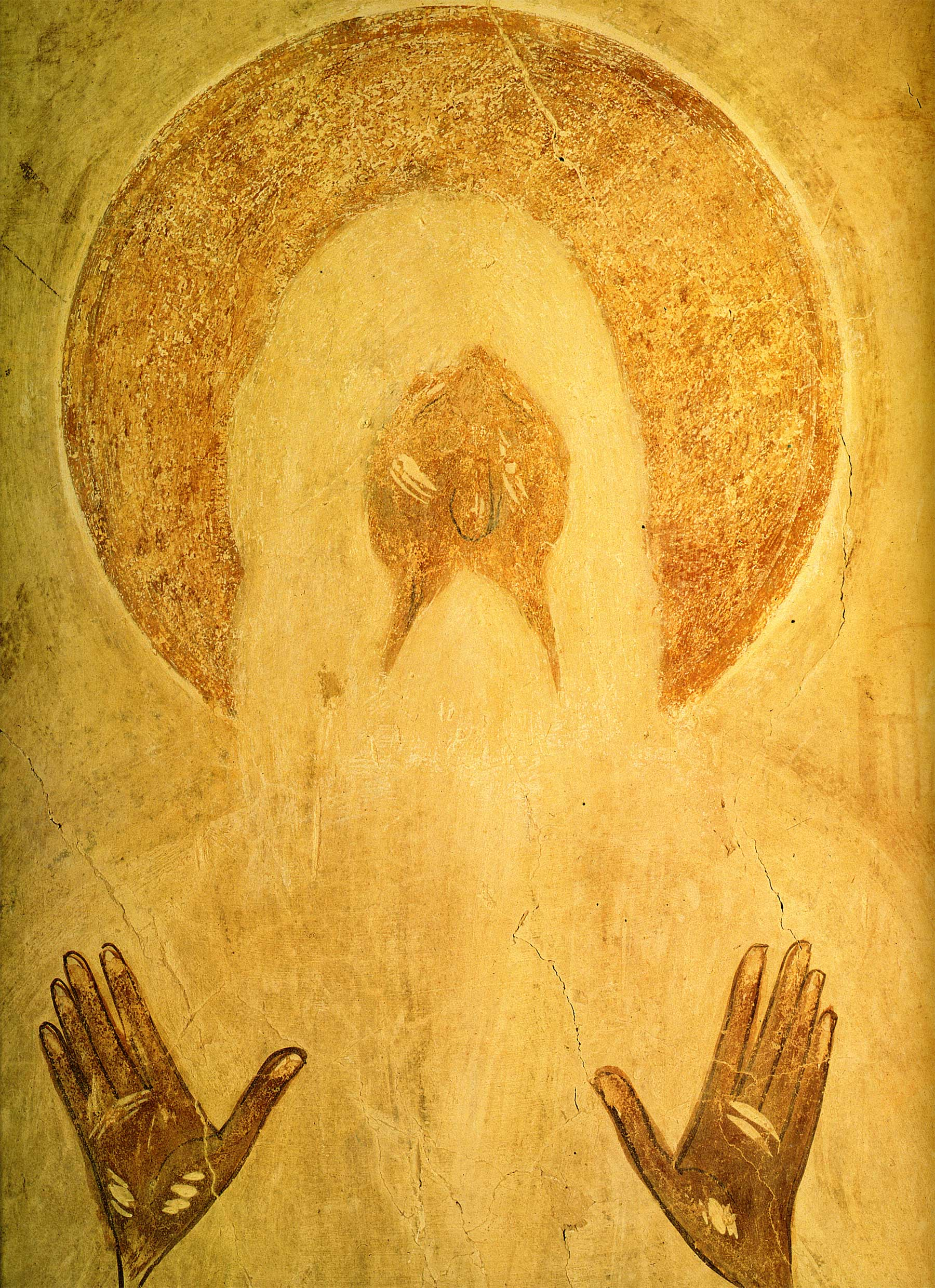
St. Makarios av Egypten
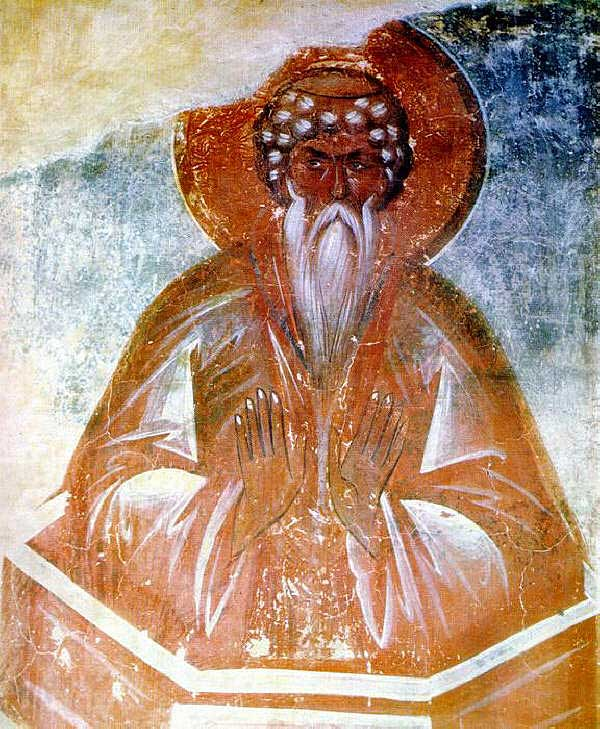
St. Daniil Stolpnik
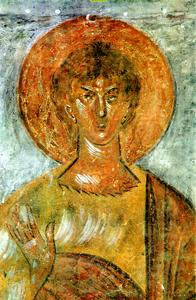
Abel
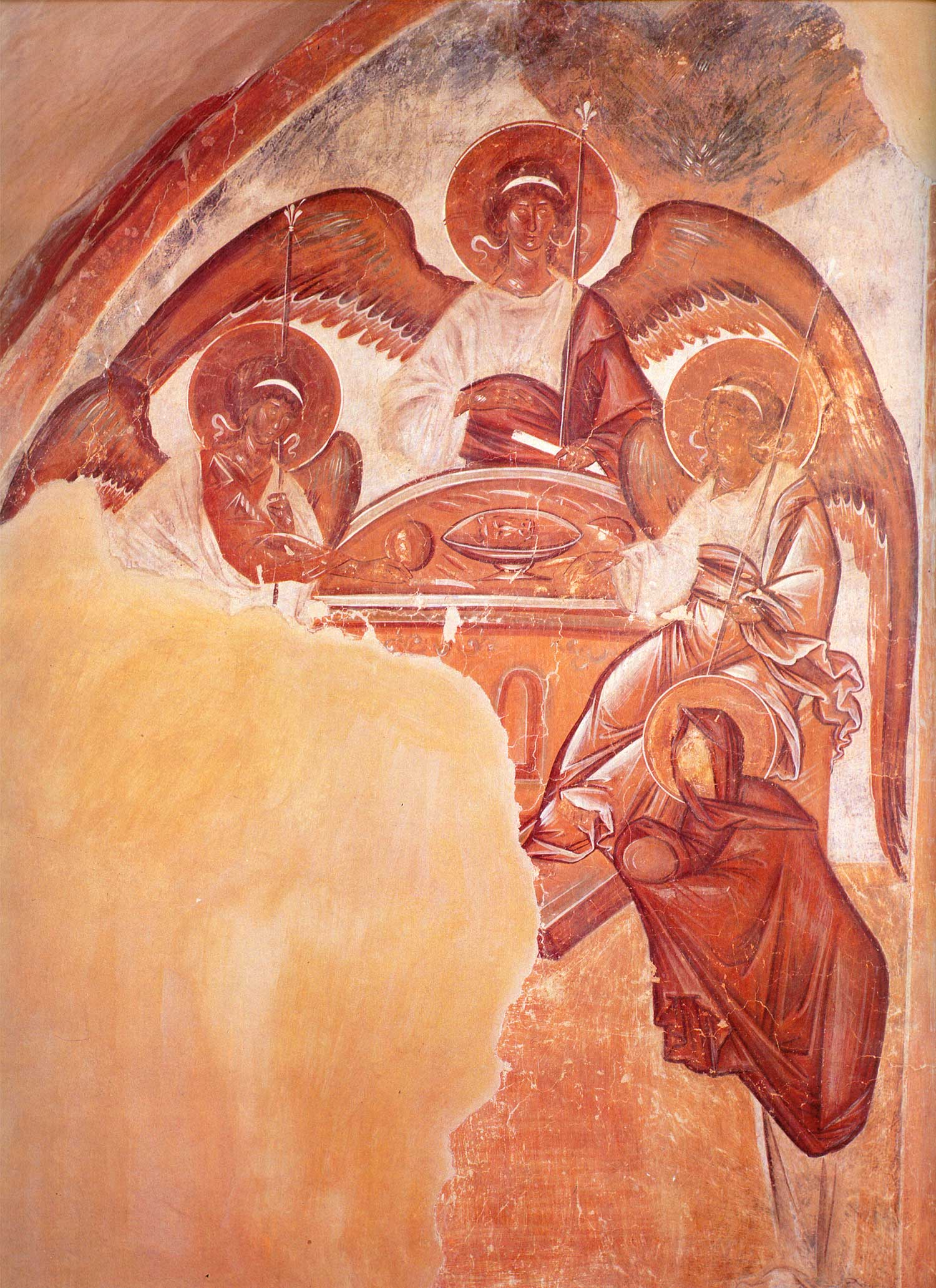
Treenigheten

### Ikoner
Det är ifrågasatt ifall Theophanes verkligen är konstnären bakom dessa verk.

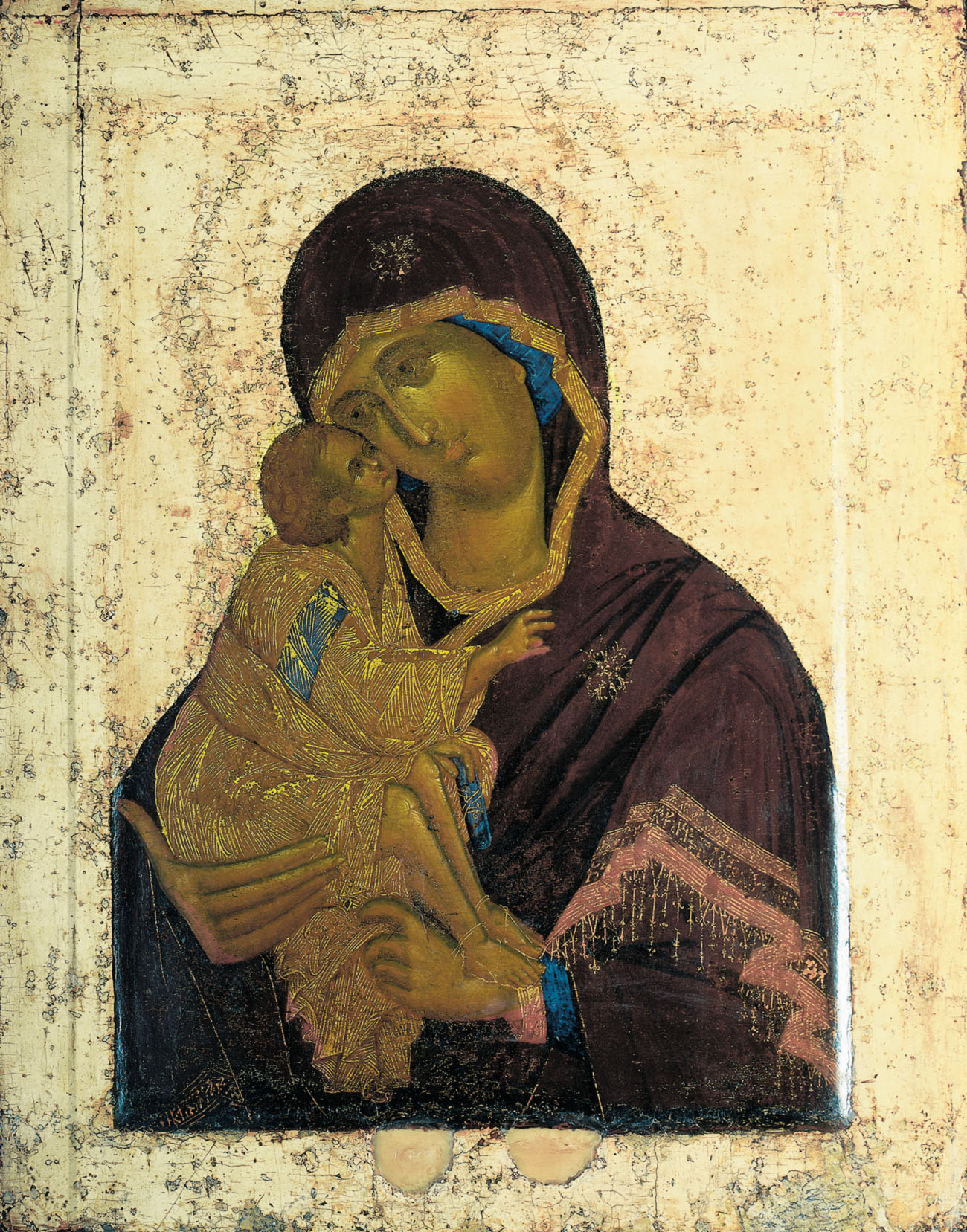
Jungfru Maria av Don (se också Donskoj kloster)
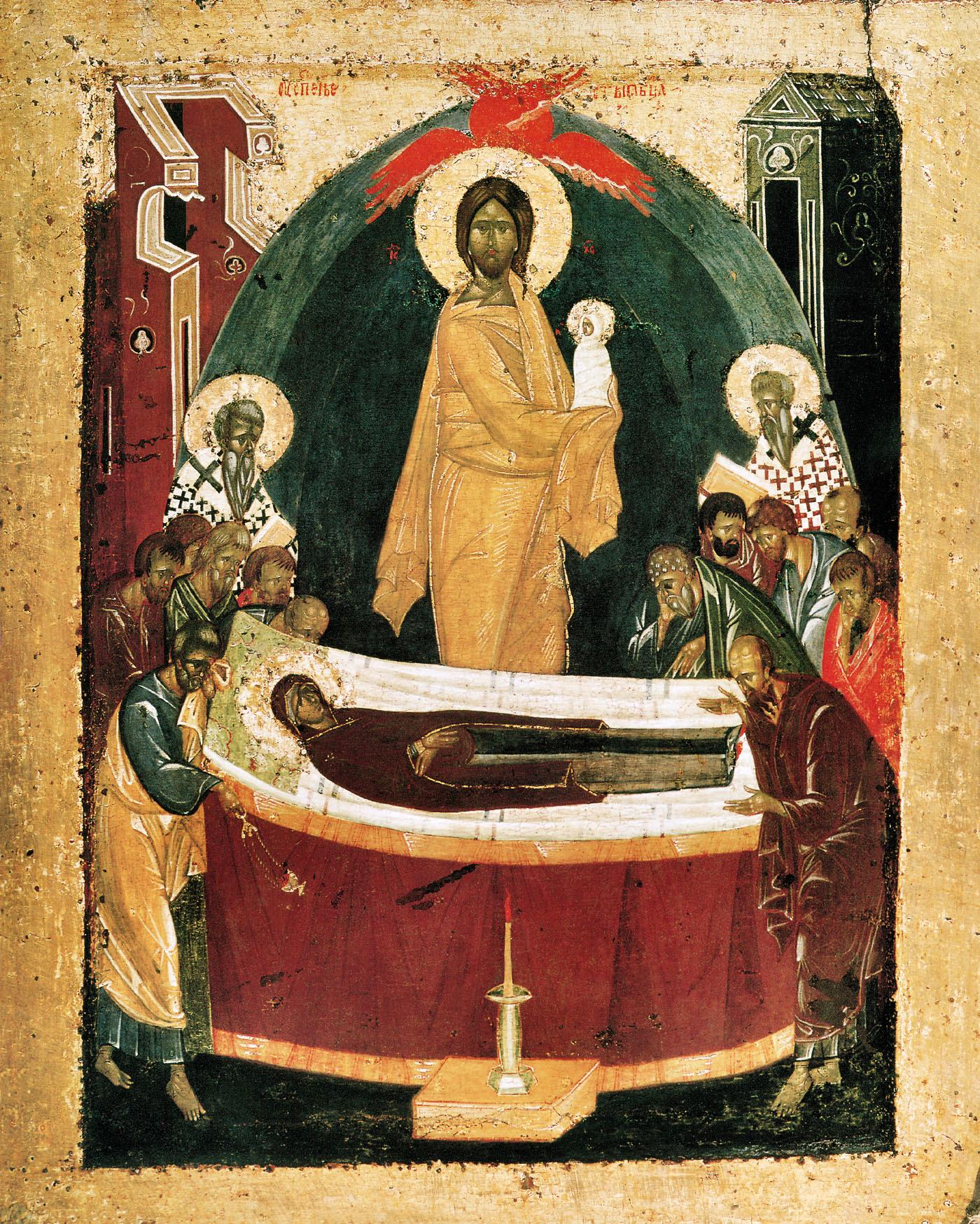
Jungfru Maria
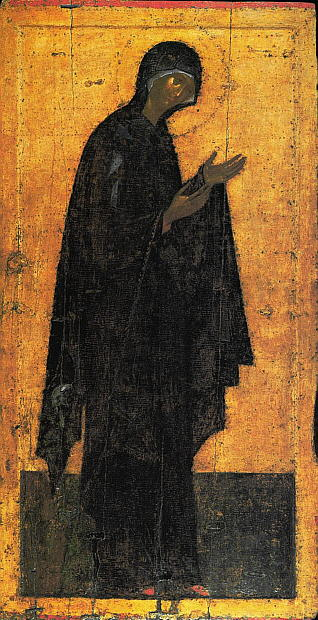
Jungfru Maria, Kreml
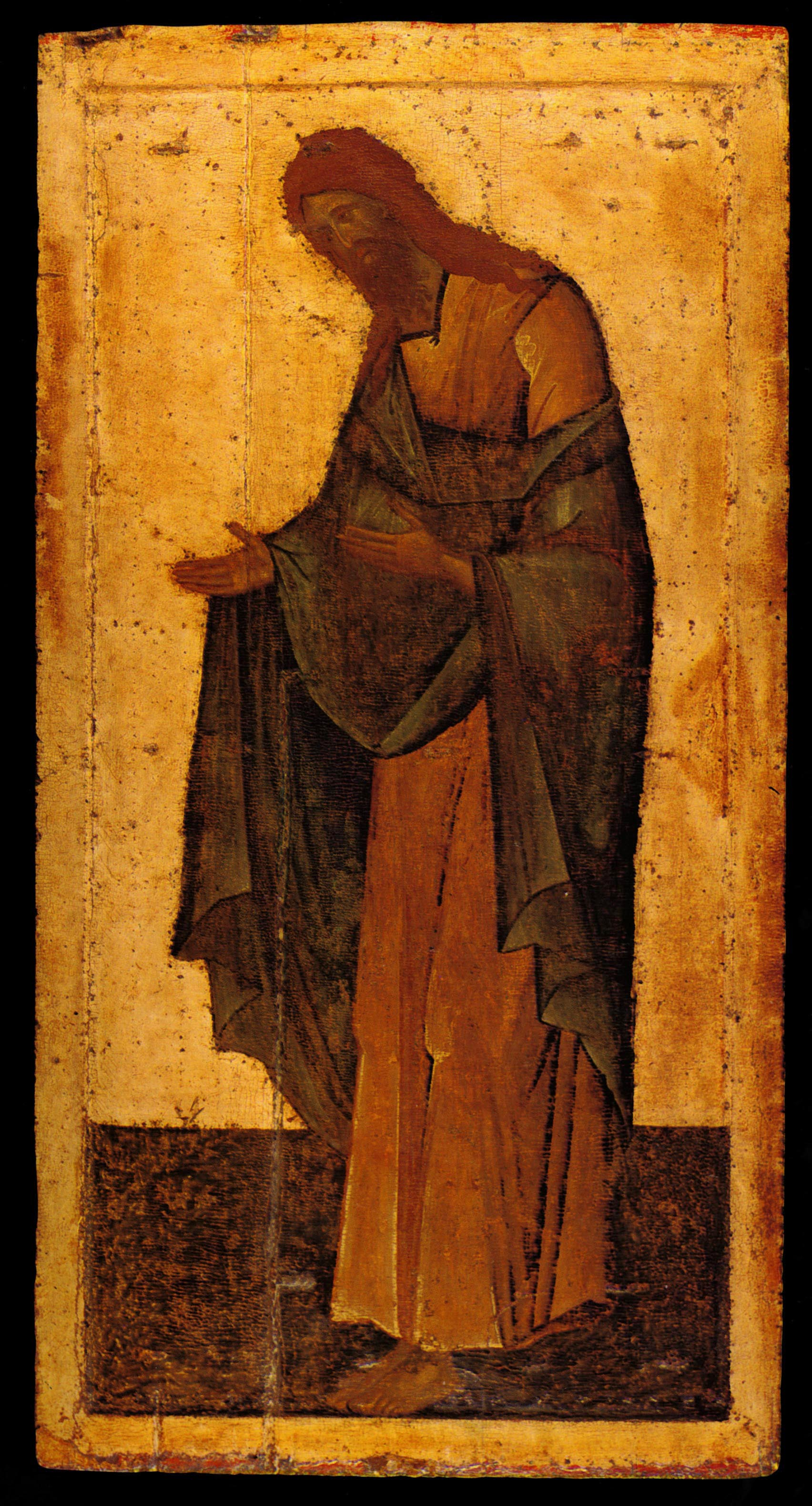
Johannes Döparen